# Central Bank of United Arab Emirates
Die Central Bank of United Arab Emirates (arabisch مصرف الإمارات العربية المتحدة المركزي, DMG Maṣrif al-Imārāt al-ʿarabiyya al-muttaḥida al-markazī) ist die staatliche Behörde, die für die Verwaltung der Währung, der Geldpolitik und der Bankenregulierung in den Vereinigten Arabischen Emiraten (VAE) zuständig ist. Ihr Hauptsitz befindet sich in Abu Dhabi.

## Geschichte
Die heutige Institution wurde am 19. Mai 1973 als United Arab Emirates Currency Board eingerichtet. Dies folgte der Gründung der Vereinigten Arabischen Emirate als unabhängiger Staat im Jahr 1971. Der ursprüngliche Zweck des United Arab Emirates Currency Board  bestand darin, eine unabhängige Währung für den neuen Staat herauszugeben, um die derzeit verwendeten Währungen zu ersetzen: den Katar-Riyal und den Bahrain-Dinar. Der neue VAE-Dirham wurde am selben Tag in Umlauf gebracht, an dem das Currency Board eingerichtet wurde.
Zu diesem Zeitpunkt verfügte der UAE Currency Board nicht über volle Befugnisse der Zentralbank. Es war beauftragt, die Währung und die Gold- und Devisenreserven des Landes zu verwalten, hatte jedoch keine Regulierungsbehörde und war nicht befugt, die Geldpolitik des Landes zu bestimmen. Am 10. Dezember 1980 wurde das Unionsgesetz Nr. (10) verabschiedet, mit dem die neue Zentralbank (Central Bank of United Arab Emirates) anstelle des früheren Currency Board errichtet wurde.
Die Central Bank of United Arab Emirates ist befugt: den VAE-Dirham auszugeben und zu verwalten; die Stabilität der Währung zu gewährleisten; die Kreditpolitik der VAE zu verwalten; das Bankensystem in den VAE zu entwickeln und zu überwachen; als Bankier der Regierung zu handeln; der Regierung finanzielle und finanzielle Unterstützung zu gewähren; die Gold- und Währungsreserven der VAE zu verwalten; als Kreditgeber für Banken in den Vereinigten Arabischen Emiraten zu fungieren; die VAE in internationalen Institutionen wie dem Internationalen Währungsfonds, der Weltbank und dem Arabischen Währungsfonds zu vertreten.

## Struktur
Die Bank wird von einem Verwaltungsrat mit sieben Mitgliedern überwacht. Die Zusammensetzung des Verwaltungsrats wird durch das Unionsgesetz der VAE Nr. 10 (1980) festgelegt, das einen Vorsitzenden, einen stellvertretenden Vorsitzenden und den Gouverneur (alle im Rang eines Ministers) sowie vier weitere Mitglieder vorsieht. Jedes Mitglied wird nach Genehmigung durch den Ministerrat der VAE durch einen Unionsbeschluss ernannt und ist für vier Jahre im Amt. Vorstandsmitgliedern ist es untersagt, im Vorstand einer in den Vereinigten Arabischen Emiraten tätigen Geschäftsbank tätig zu sein. Sie dürfen auch keine Mitglieder des Nationalrats der Vereinigten Arabischen Emirate oder Minister des Kabinetts sein.